# Khaeremon (költő)
Khaeremon (i. e. 4. század) görög költő.
Athénben élt és alkotott i. e. 375 táján. Munkái inkább olvasásra, mintsem a színpad számára valóak voltak, így a könyvdráma egyik első képviselőjének tekinthető. Nagy gondot fordított stílusára, munkáit szentenciákkal rakta tele. Feltehetőleg szatírdrámákat is írt. Töredékeit Sztobaiosz és Athénaiosz őrizte meg, utóbbi egyúttal jellemezte is.